# Утопія (фільм, 2015)
«Утопія» (англ. Utopia) — афганський військово-драматичний фільм, який зняв Хассан Назер. Афганістан висунув стрічку на премію «Оскар-2016» у номінації «найкращий фільм іноземною мовою», але згодом була дискваліфікована за високий відсоток англійської мови.

## У ролях
- Ганна Спіррітт — Люсі
- Гомаюн Ершаді — Наджиб
- Башкер Патель — віруючий
- Ендрю Шейвер — Вілльям
- Саагіл Чадха — Раджнеш
- Арун Балі — Раджендра

## Визнання
| Нагороди та номінації фільму «Утопія» | Нагороди та номінації фільму «Утопія» | Нагороди та номінації фільму «Утопія»     | Нагороди та номінації фільму «Утопія» | Нагороди та номінації фільму «Утопія» | Нагороди та номінації фільму «Утопія» |
| Рік                                   | Нагорода                              | Категорія                                 | Номінант                              | Результат                             |                                       |
| ------------------------------------- | ------------------------------------- | ----------------------------------------- | ------------------------------------- | ------------------------------------- | ------------------------------------- |
| 2015                                  | «Конкурс схвалення»                   | Нагорода досконалості — Спеціальна згадка | «Утопія»                              | Перемога                              |                                       |
| 2015                                  | «Конкурс схвалення»                   | Нагорода за найкращий фільм               | «Утопія»                              | Перемога                              |                                       |
| 2015                                  | Кінопремія престижу                   | «Золота нагорода» за рекламу              | «Утопія»                              | Перемога                              |                                       |